# Андрей Румянцев
Андрей Григориевич Румянцев е съветски и руски поет, писател и журналист. Автор на над 20 книги, превеждани на френски, естонски, монголски и други езици.

## Биография
Роден е на 15 септември 1938 г. в село Шевашово в република Бурятия. Завършва Иркутския държавен университет със специалност филолофия. Учи заедно с писателите Валентин Распутин и Александър Вампилов, с които е дългогодишен приятел. Първите си стихотворения Румянцев публикува в местните вестници. Първата си книга „Причастность“ издава през 1966 г. 
Дълги години работи като журналист във в-к „Бурятска младеж“, както и в Бурятския комитет по радио и телевизия, където 14 години е заместник-председател. На територията на републиката Румянцев се доказва като надарен поет, публикуван в различни сборници, вестници и списания. През 1980 г. става заслужил работник на културата на Бурятия, а през 1984 г. – народен поет на Бурятия.
От 1993 до 2001 г. е секретар на Иркутската организация на съюза на руските писатели. В периода 2001 – 2006 г. преподава в институра „Максим Горки“ в Иркутск.
Над 40 години е член на съюза на руските журналисти. Румянцев членува и във Висшия творчески съвет на съюза на руските писатели и в Петровската академия на науките и изкуствата. Произведенията му са публикувани в почти всички страни от Източния блок и ОНД.